# 프로그래머의 날
프로그래머의 날(Programmer's Day 또는 Day of the Programmer)은 매년 256번째(16진수 100일, 즉 28일) 날(평년의 경우 9월 13일, 윤년의 경우 9월 12일)을 기념하는 국제적인 직업인의 날이다.
256(28)이라는 숫자를 선택한 이유는 1바이트로 표현할 수 있는 고유한 값의 개수, 프로그래머들에게 잘 알려진 값이기 때문이다. 256은 평년의 일수인 365보다 작은 2의 거듭제곱이기도 하다.

## 같이 보기
- 세계전기통신정보사회의 날
- 시스템 관리자의 날